# 蒙坦 (汝拉省)
蒙坦（法語：Montain，法語發音：[mɔ̃tɛ̃]）是法国汝拉省的一个市镇，位于该省西部，属于隆斯勒索涅区。

## 地理
蒙坦（46°43'12"N, 5°34'45"E）面积2.29 平方千米，位于法国勃艮第-弗朗什-孔泰大區汝拉省，该省份为法国东部内陆省份，北起上索恩省，西北接科多尔省，西临索恩-卢瓦尔省，南至安省，东与杜省和瑞士接壤。
与蒙坦接壤的市镇（或旧市镇、城区）包括：勒卢沃罗、拉维尼、勒潘、普莱努瓦索。

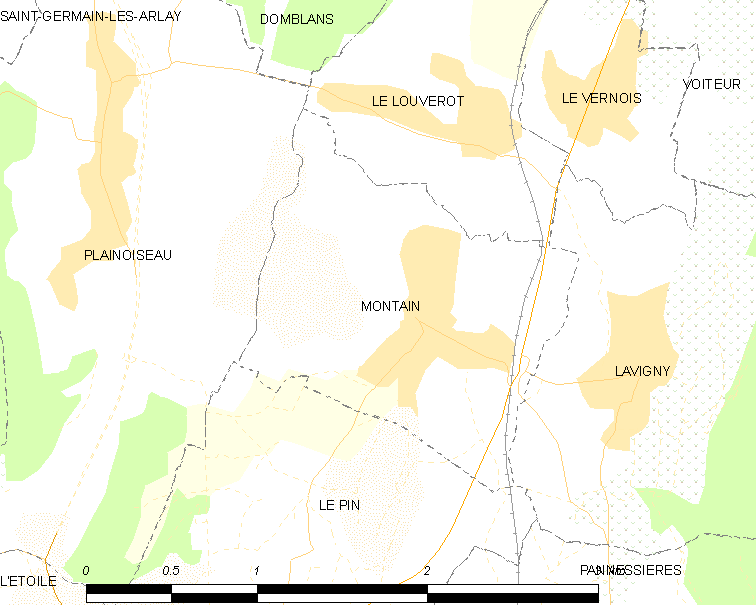
的OSM定位图

蒙坦的时区为UTC+01:00、UTC+02:00（夏令时）。

## 行政
蒙坦的邮政编码为39210，INSEE市镇编码为39349。

## 政治
蒙坦所属的省级选区为波利尼县。

## 人口

1962-2008年间人口变化图示

蒙坦于2022年1月1日时的人口数量为484人。